# Lei da Varmlândia
A Lei da Varmlândia (em sueco: Värmlandslagen) foi a lei oficial da província da Varmlândia, na Suécia. Está hoje perdida, mas foi citada várias vezes nos documentos medievais até a implementação da Lei de Cristóvão de 1442. Coincidia, em grande parte, com a Lei da Gotalândia Ocidental. Otto Torbjörnsson possuía um livro jurídico, que estava em uso na década de 1460, no qual havia um capítulo sobre caça, provavelmente a única coisa que sobrou da Lei da Varmlândia.